# Сватьи
«Сва́тьи» — российский комедийный телесериал (ситком) производства ООО «Киноконстанта» по заказу ЗАО «Новый канал». Пилотное название сериала — «Семе́йный переполо́х». Премьера состоялась 14 апреля 2014 года на телеканале «Домашний».
23 ноября 2014 года сериал был продлён на второй сезон, состоящий из 20 новых серий.
Премьера второго сезона сериала состоялась 15 апреля 2015 года на телеканале «Домашний».
В ноябре 2015 года официально заявили, что третьего сезона не будет.

## Сюжет
В огромной трёхкомнатной квартире молодые родители, дети и бабушки стараются ужиться друг с другом. У каждой бабушки свои способы воспитания, молодые родители хотят свободы и избавления от чрезмерной опеки своих мам, а их дети, Денис и Алиса, пробуют этот мир на вкус и прочность, получая шишки и синяки. В этой обычной семье случаются маленькие катастрофы и всегда много гостей, которые вынуждены участвовать в жизни беспокойной семьи. И нет конца смешным, добрым, трогательным и неожиданным событиям в семье Мухиных…

## Описание бабушек
Бабушка Люба прежде была заслуженной актрисой театра, в 60 лет решает приостановить свою карьеру, занявшись своими внуками.
В вопросах воспитания придерживается либеральных ценностей и взглядов.
Бабушка Нина работала начальницей жилищно-коммунальной организации, в 60 лет решает уйти на пенсию, занявшись своими внуками. В вопросах воспитания придерживается авторитарных взглядов, старается привить детям чувство дисциплины и трудолюбия.
Каждая из бабушек борется за любовь своих внуков.

## Персонажи

### В главных ролях
| Актёр                  | Роль                                                                                            |
| ---------------------- | ----------------------------------------------------------------------------------------------- |
| Татьяна Васильева      | Любовь Дмитриевна Стрельцова 60 лет, Заслуженная артистка России из Санкт-Петербурга, мать Инги |
| Людмила Артемьева      | Нина Семёновна Мухина 60 лет, 30 лет проработала начальником ЖЭКа в Ярославле, мать Сергея      |
| Роман Маякин           | Сергей Петрович Мухин 35 лет, технический консультант по инвестиционным проектам                |
| Анна Тараторкина       | Инга Олеговна Стрельцова 31 год, финансовый директор                                            |
| Руслан Щедрин          | Денис Мухин 11 лет, сын Инги и Сергея                                                           |
| Ксения Волкова         | Алиса Мухина 7 лет, дочь Инги и Сергея                                                          |
| Анатолий Кощеев        | Лев Антонович сосед Мухиных ниже этажом (1 сезон)                                               |
| Дмитрий Белоцерковский | Степан участковый                                                                               |
| Алексей Огурцов        | Олег Константинович Щукин начальник Инги и Сергея (со 2-й серии)                                |
| Георгий Мартиросян     | Леонид генерал, влюблён в Любовь Дмитриевну (с 7-й серии), с 16-й серии — в Нину Семёновну      |
| Юрий Чернов            | Соломон Израильевич Буцман музыкант (с 7-й серии)                                               |
| Вадим Андреев          | Спартак Фёдорович шеф конкурентов, влюблён в Нину Семёновну (с 11-й серии)                      |
| Валерий Гаркалин       | Семён Петрович сосед Мухиных по коммуналке (с 13-й серии), позже новый сосед (2 сезон)          |
| Сергей Стёпин          | Ренат Васильевич хозяин комнат в коммуналке (с 13-й серии)                                      |
| Дмитрий Проданов       | Вася Кекс приятель Семёна Петровича (с 14-й серии)                                              |

## В ролях
| Актёр                   | Роль                                                                        |
| ----------------------- | --------------------------------------------------------------------------- |
| Анастасия Красильникова | Юля (со 2-й серии)                                                          |
| Валерия Скороходова     | Катя (со 2-й серии)                                                         |
| Григорий Баранов        | Евгений Денисович начальник охраны                                          |
| Валентин Валл           | Илья                                                                        |
| Ксения Теплова          | Ева заместитель начальника конкурентов по деликатным вопросам (с 5-й серии) |
| Евгений Потапенко       | Дмитрий начальник охраны конкурентов (с 5-й серии)                          |
| Алексей Черничкин       | Михаил программист и аналитик конкурентов (с 5-й серии)                     |
| Татьяна Найник          | Евгения Александровна Виноградова уборщица (1 сезон)                        |
| Анна Гвоздь             | Диана секретарь (1 сезон)                                                   |
| Надежда Подъяпольская   | Вера гардеробщица (1 сезон)                                                 |
| Михаил Богдасаров       | Кукин (1 сезон)                                                             |
| Андрей Попович          | Вадик Свистунов (1 сезон)                                                   |
| Дмитрий Хопёрский       | Петя Ерохин (1 сезон)                                                       |
| Марта Дроздова          | Маша Комаровская (1 сезон)                                                  |
| Валентин Садики         | Дима Капустин (1 сезон)                                                     |
| Денис Ясик              | Виталий системный администратор конкурентов (с 15-й серии)                  |
| Елена Проданова         | Зина подруга и коллега Нины Семёновны, табельщица в ЖЭКе (с 15-й серии)     |
| Анастасия Шунина        | одноклассница (2 сезон)                                                     |
| Алексей Дмитриев        | Плинтус (2 сезон)                                                           |
| Алина Бабак             | Алина (2 сезон)                                                             |
| Сергей Власенко         | гуру (2 сезон)                                                              |
| Ольга Анненская         | жена Спартака (2 сезон)                                                     |

## Интересные факты
Людмила Артемьева и Татьяна Васильева уже снимались вместе в популярном телесериале «Сваты».

## Показ телесериала

### Телевидение

#### Россия
В России сериал выходит на телеканале «Домашний».
- Первый сезон с 14 по 30 апреля 2014 года. 12 серий (серии 1-12).

Премьерные серии выходили с понедельника по четверг в 19:00.
- Второй сезон с 15 апреля по 15 мая 2015 года. 20 серий (серии 13-32).

Премьерные серии выходили с понедельника по четверг в 19:00.

#### Украина
На Украине сериал выходит на телеканале «Интер».
- Первый сезон с 19 по 20 апреля 2014 года. 12 серий (серии 1-12).

Премьерные серии выходили в субботу с 18:00 до 20:00 и с 20:35 до 22:05; и в воскресенье с 13:55 до 20:00 и с 21:40 до 23:35.

#### Беларусь
В Белоруссии сериал выходит на телеканале «ВТВ».
- Второй сезон вышел 22 июня 2015 года.

#### Казахстан
В Казахстане сериал выходит на 31-м канале.
- Первый сезон с 18 августа по 2 сентября 2014 года. 12 серий (серии 1-12).

Премьерные серии выходили с понедельника по пятницу в 19:00.

#### Армения, Европа, страны Ближнего Востока, США, Эстония, Латвия, Израиль, Кыргызстан
В Европе, странах Ближнего Востока, США, Эстонии, Латвии, Израиле, Кыргызстане сериал выходит на кабельном телеканале СТС International.
- Первый сезон с 13 октября 2014 года. 12 серий (серии 1-12).

Премьерные серии выходили с понедельника по четверг.

## Рейтинги
Сериал «Сватьи», стартовавший на «Домашнем», показал впечатляющие результаты. Доля в целевой аудитории (женщины 25-59) в день премьеры составила 11,2 % в Москве, 7,2 % в России.
В период с 20 до 21 часов, когда «Сватьи» выходят на экране «Домашнего», телеканал занимает 6-е место в столице, уверенно опережая «Пятый канал», РЕН ТВ и другие (в целевой аудитории). Средняя доля «Домашнего» в этом слоте в первые три дня недели составила 7,4 %.
По России в слоте с 20 до 21 часа «Домашний» занял 5-е место по доле, она составила в первые два дня недели 6,6 % (в целевой аудитории).